# Eulasia praeusta
Eulasia praeusta là một loài bọ cánh cứng trong họ Glaphyridae. Loài này được Champenois miêu tả khoa học năm 1896.